# Sarah Parcak
 Sarah Parcak (født 1979), er en amerikansk arkæolog, rumarkæolog, og egyptolog, der bruger satellitbilleder til identificere potentielle arkæologiske udgravninger i Egypten og Rom.
Parcak fik sin bachelorgrad i egyptologi og Arkæologiske Studier fra Yale University i 2001 og hendes ph.d. fra Cambridge University. Hun er en assisterende professor i antropologi på University of Alabama at Birmingham (UAB) og direktør for Laboratoriet for Global Observation ved University of Alabama at Birmingham; forud for det, var hun lærer af ægyptisk kunst og historie ved University of Wales, Swansea.